# ニホンモモンガ
ニホンモモンガ（日本鼯鼠、日本摸摸具和、日本小飛鼠、Pteromys momonga）は、リス科モモンガ属に分類される齧歯類。別名ホンドモモンガ。単にモモンガと呼ばれることもある。

## 分布
日本（本州・四国・九州）固有種。
本州（青森県 - 奈良県）の個体群を亜種ホンシュウモモンガ P. momonga amygdali (Thomas) 、山陰道の個体群をサンインモモンガ P. momonga interventus (Kuroda) 、九州の個体群をキュウシュウモモンガ P. momonga T. et S. に分類する場合もある。

## 形態
頭胴長14 - 20 cm、尾長10 - 14 cm。体重150 - 200 g。背面は灰色や褐色、腹面は白い体毛で覆われている。眼は非常に大きい。尾は扁平。

## 生態
山地から亜高山帯の森林に生息する、混交林にも多く生息する。巣としては樹洞や鳥の巣箱、山小屋の天井裏・戸袋などを利用する他、木の枝に小枝を集めて巣を作る場合もある。夜行性で、樹上で活動し、足の間にある飛膜を広げて木から木へ滑空して移動する。天敵はフクロウ類で、フクロウ類に見つからないよう、夕方に巣穴から出ると素早く樹間に姿を消す。
単独で生活する。食性はほぼ植物食で、木の葉、芽、樹皮、種子、果実、キノコなどを食べる。
繁殖形態は胎生。1回に2-6頭の幼獣を年に2回に分けて産む。